# سنغ أتش (فريمان)
سنغ أتش (بالفارسية: سنگ اتش) هي قرية تقع في قسم فريمان الريفي في إيران. يقدر عدد سكانها بـ 332 نسمة بحسب إحصاء 2016.